# Limnophora tadauchii
Limnophora tadauchii är en tvåvingeart som beskrevs av Shinonaga 2005. Limnophora tadauchii ingår i släktet Limnophora och familjen husflugor. Inga underarter finns listade i Catalogue of Life.